# الضفة الشمالية (غامبيا)
الضفة الشمالية هو أحد الأقسام الإدارية الخمسة في غامبيا. عاصمته كيريوان. أعيد تنظيمها لاحقًا لتصبح منطقة الحكومة المحلية في كيريوان (LGA)، دون أي تغيير في المنطقة المشمولة.
حسب إحصاء عام 2013، بلغ عدد سكان المنطقة 221،054 نسمة بكثافة سكانية تبلغ 98 نسمة في كم2. بلغ العدد الإجمالي للأسر 18458 اعتبارًا من عام 2003. اعتبارا من عام 2003 تبلغ المساحة الإجمالية للمنطقة 2٬255,5 كم2. وبلغ معدل وفيات الرضع 81 لكل ألف مولود، ومعدل وفيات الأطفال دون سن الخامسة 109 لكل ألف مولود. وبلغت نسبة فجوة الفقر 33.2 في المائة في عام 2003.

## التقسيم الإداري
ينقسم القسم لـ 6 مناطق وهي:
- وسط باديبو
- جوكادو

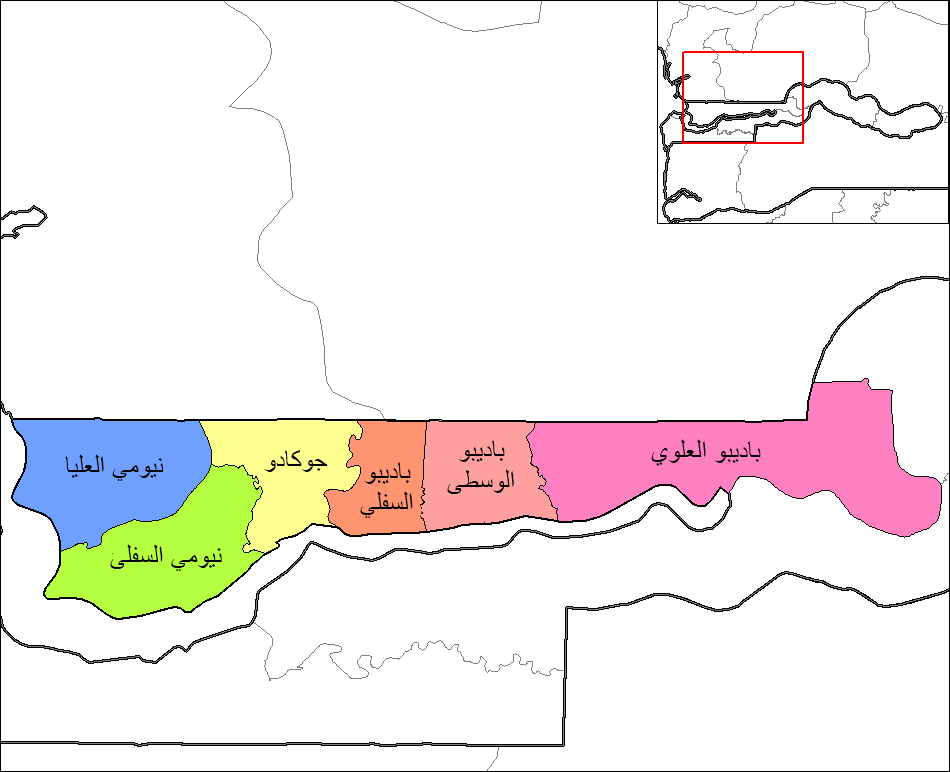
خريطة مناطق قسم الضفة الشمالية

- باديبو العليا (قسمت لـ إليسا، ساباخ سانجال)
- باديبو السفلى
- نيومي السفلى